# 阿韋斯萊茵河
46°34′58″N 9°25′22″E / 46.582815°N 9.42265°E

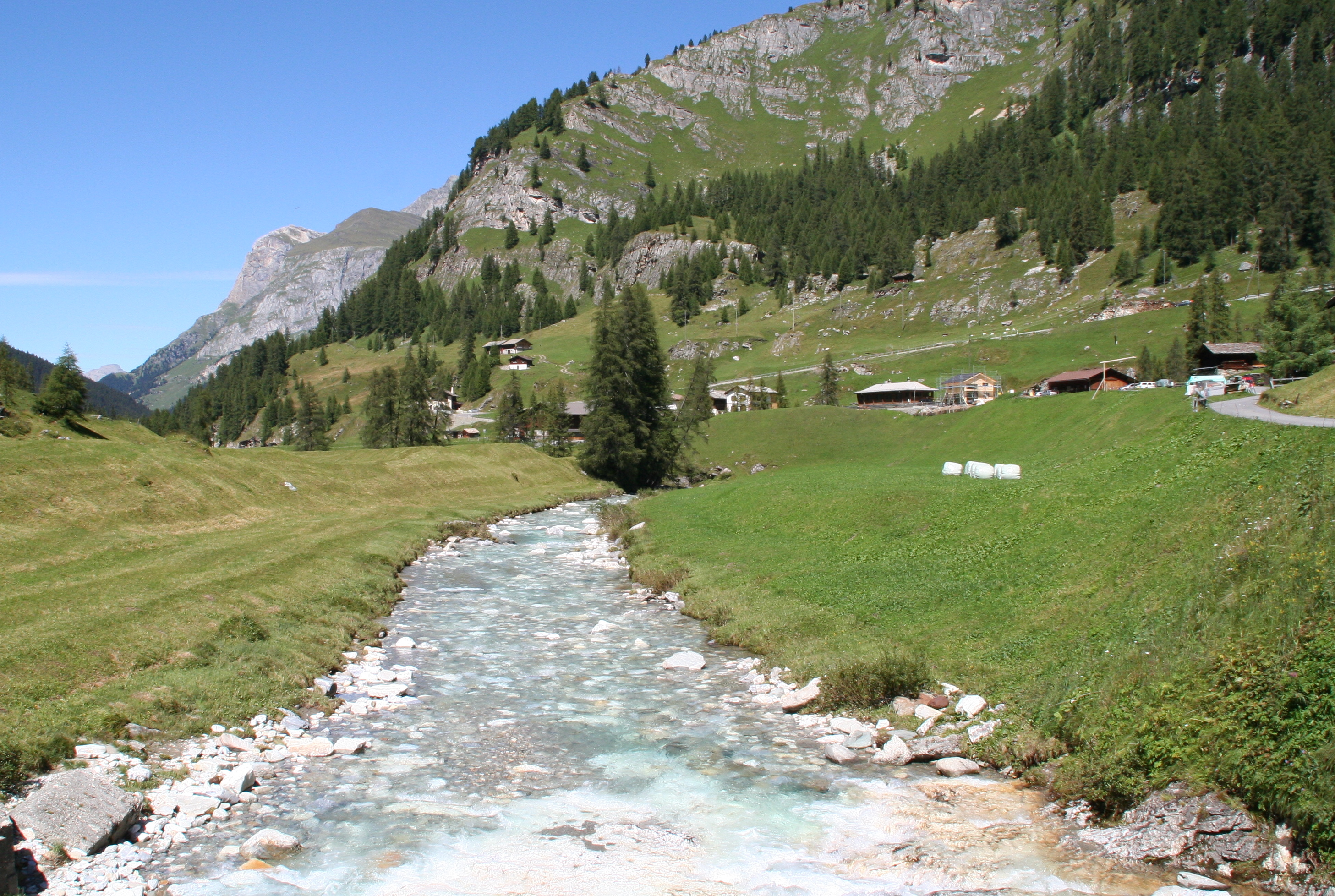

阿韋斯萊茵河是瑞士的河流，位於該國東南部，流經格勞賓登州，屬於後萊茵河的支流，河道全長20公里，流域面積263平方公里，河畔城鎮有阿韋爾斯和費雷拉。